# ناین نیوز
ناین نیوز (به انگلیسی: Nine News) یک سرویس اخبار مستقر در استرالیا است. ناین نیوز سرویس خود را از طریق تلویزیون ماهواره‌ای، تلویزیون محلی و اینترنت در سراسر جهان ارائه می‌کند.